# National Gallery (Londra)
La National Gallery ("galleria nazionale") di Londra, fondata nel 1824, è un museo che, nella sua sede di Trafalgar Square, ospita una ricca collezione composta da più di 2.300 dipinti di varie epoche e scuole dalla metà del XII secolo all'inizio del secolo scorso. La collezione appartiene al popolo britannico e l'ingresso alla collezione principale permanente è gratuito, anche se talvolta è richiesto il pagamento di un biglietto per accedere ad alcune mostre speciali.
Inizialmente la collezione della National Gallery non era particolarmente prestigiosa; a differenza di musei come il Louvre di Parigi o del Museo del Prado di Madrid non ha avuto origine dalla nazionalizzazione di precedenti collezioni d'arte principesche o reali. Fu invece fondata quando il Governo del Regno Unito acquistò 38 dipinti dal banchiere John Julius Angerstein nel 1824. Dopo quella prima acquisizione il museo fu ampliato e migliorato soprattutto grazie all'opera dei suoi primi direttori, tra i quali si ricorda Sir Charles Lock Eastlake, e a donazioni da parte di privati, che a tutt'oggi rappresentano i due terzi della collezione.
Col tempo la galleria ha raggiunto risultati straordinari, forte anche degli approfonditi studi inglesi nel campo della storia dell'arte: contando più di duemila opere esposte, ha il punto di forza nel possedere almeno un'opera di praticamente qualsiasi grande maestro europeo, dal medioevo al post-impressionismo, con una panoramica completa negli episodi salienti delle scuole italiana, fiamminga, olandese, spagnola, francese e, naturalmente, inglese. I vari contesti storico-artistici possono inoltre essere pienamente rievocati da una grande ricchezza di opere di maestri "minori" e di scuole locali.
L'edificio che attualmente ospita il museo, sul lato nord di Trafalgar Square, è il terzo ad essere adibito a tale funzione e, come i suoi predecessori, è stato spesso ritenuto inadeguato. L'unica parte ad essere rimasta sostanzialmente inalterata della costruzione originale del 1832-1838 è la facciata progettata dall'architetto William Wilkins, mentre tutto il resto della struttura è stato un po' alla volta cambiato ed ampliato nel corso degli anni. Le modifiche più rilevanti sono dovute all'opera di Edward Middleton Barry e Robert Venturi. Il direttore attuale è lo storico dell'arte Gabriele Finaldi, che ha assunto l'incarico nella primavera 2015.

## Storia

### La richiesta di istituire un museo nazionale
Il Regno Unito, rispetto alla maggior parte degli stati europei, decise in ritardo di istituire una collezione nazionale d'arte aperta al pubblico. Questo avvenne non perché fosse mancata l'opportunità, dal momento che il governo britannico avrebbe potuto acquistare una collezione privata di livello internazionale sin dalla fine del XVIII secolo, decidendo invece di non farlo. Si trattava della collezione di sir Robert Walpole, che gli eredi avevano deciso di porre in vendita nel 1777. Il deputato radicale John Wilkes, parlando alla Camera dei Comuni, chiese che venisse realizzata "Un'adeguata galleria, nell'ampio giardino del British Museum, per accogliere quell'inestimabile tesoro".
Il governo non diede retta all'appello di Wilkes e, vent'anni dopo, la collezione fu acquistata in blocco da Caterina la Grande; attualmente si trova al Museo dell'Ermitage di San Pietroburgo.

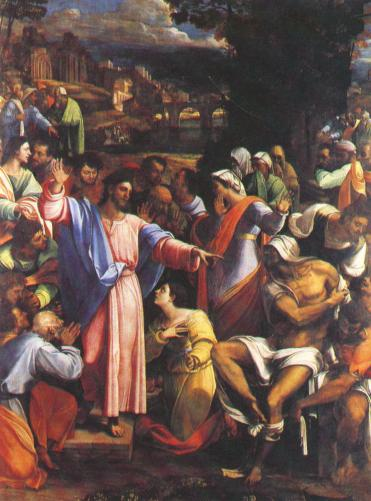
La Resurrezione di Lazzaro di Sebastiano del Piombo, proveniente dalla collezione Angerstein, fu il primo dipinto a fare ufficialmente parte della nuova National Gallery

Dopo questi eventi anche artisti come James Barry e John Flaxman rinnovarono la richiesta di istituire un museo d'arte nazionale, sostenendo che la scuola britannica di pittura avrebbe potuto svilupparsi bene se solo avesse avuto la possibilità di accostarsi ai capolavori dell'arte europea. La British Institution (fondata nel 1805) tentò di ovviare a questa situazione organizzando esposizioni di lavori di grandi maestri del passato prestate da collezionisti privati, ma si trovò in mezzo alle polemiche, in parte dovute alla scarsa qualità delle opere esposte.
Più tardi, nel 1811, Londra diventò sede di una collezione che era stata radunata con l'intento di costituire il nucleo di un mai realizzato museo nazionale polacco, quando uno degli uomini che l'avevano raccolta, Sir Francis Bourgeois, la lasciò per volontà testamentaria al Dulwich College (attualmente si trova nella Dulwich Picture Gallery). Dal momento però che il College era un'istituzione privata che si trovava in un sobborgo a sud di Londra, la capitale britannica rimase priva di un museo nazionale di proprietà statale fino alla fine delle Guerre napoleoniche

### La fondazione e i primi anni
L'inatteso pagamento dei debiti di guerra da parte dell'Austria finalmente spinse il sino ad allora riluttante governo britannico ad istituire una galleria d'arte nazionale, proprio nel momento in cui veniva messa sul mercato la collezione di John Julius Angerstein, un banchiere di origine russa scomparso l'anno precedente. Il 2 aprile 1824 la Camera dei Comuni approvò l'acquisto di 38 dipinti appartenuti ad Angerstein, tra cui opere di Raffaello e la serie dei Marriage à-la-Mode di Hogarth, per una spesa complessiva di £ 57.000.

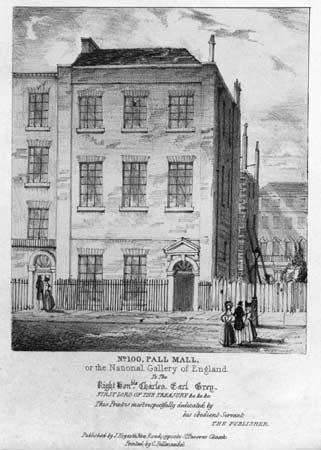
100 Pall Mall, sede della National Gallery dal 1824 al 1834.

La National Gallery fu aperta al pubblico il 10 maggio 1824, ospitata nel palazzo di Angerstein al n.100 di Pall Mall. Ai dipinti del banchiere si aggiunsero nel 1826 quelli provenienti dalla collezione di Sir George Beaumont, il quale li aveva offerti alla nazione tre anni prima a condizione che venisse trovata una struttura adeguata ad ospitarli e, nel 1828 un lascito di altri 34 dipinti da parte del Reverendo William Holwell Carr. Inizialmente fu il Custode dei Dipinti, William Seguier, ad assumersi il compito di gestire la galleria, ma nel luglio 1824 parte di queste responsabilità furono assunte dal neo-formato consiglio di amministrazione.
La sede della National Gallery di Pall Mall era spesso sovraffollata di visitatori e per questo fonte di polemiche, inoltre le sue dimensioni davvero ridotte rispetto a quelle del Louvre di Parigi causavano imbarazzo a tutta la nazione. Un cedimento strutturale dell'edificio al n.100 costrinse il museo a trasferirsi per qualche tempo al n.105 sempre di Pall Mall, che il romanziere Anthony Trollope definì "un palazzo sporco, grigio e stretto, inadeguato ad esporre i tesori che contiene" Nel 1832 si iniziò a costruire una nuova sede al posto delle vecchie scuderie reali nel quartiere di Charing Cross, su un'area che nel decennio precedente era stata trasformata in Trafalgar Square; il progetto era a cura dell'architetto William Wilkins. Si trattava di una posizione importante nel contesto cittadino, descritta dal membro del consiglio di amministrazione Sir Robert Peel come " nel cuore di Londra" e facilmente raggiungibile da persone di tutte le classi sociali. Più tardi, nel decennio 1850, alcuni richiesero un ulteriore trasferimento, in parte a causa dell'eccessivo inquinamento del centro di Londra, in parte a causa di alcuni difetti di progettazione, ma alla fine si valutò che togliere la National Gallery da Trafalgar Square avrebbe significato rendere più difficile l'accesso al pubblico e il museo non venne più spostato.

### La crescita sotto la guida di Eastlake e dei suoi successori
Il fulcro della National Gallery era rappresentato da dipinti di maestri italiani del XV e XVI secolo e per i primi trent'anni della sua esistenza gli amministratori si limitarono ad acquisire singole opere di artisti rinascimentali. I loro gusti piuttosto conservatori fecero perdere loro diverse buone occasioni e la direzione del museo finì per non acquisire alcuna opera tra il 1847 e il 1850 a causa dei contrasti tra i membri. Un'analisi piuttosto critica della gestione approntata dalla Camera dei Comuni nel 1851 suggerì che venisse nominato un direttore, la cui autorità prevalesse su quella dei consiglieri. Molti pensarono che l'incarico sarebbe andato allo storico dell'arte tedesco Gustav Friedrich Waagen, cui erano state in precedenza chieste consulenze sul modo di illuminare ed esporre i dipinti. Invece la Regina Vittoria, il Principe Alberto e il Primo Ministro Lord John Russell scelsero per questo compito l'uomo che già ricopriva il ruolo di Custode dei Dipinti del museo, Sir Charles Lock Eastlake.
Il nuovo direttore preferiva invece i lavori di artisti del Primo Rinascimento, fino ad allora trascurate dalla politica di acquisizioni del museo, ma che lentamente stavano guadagnando consenso tra gli intenditori d'arte. Eastlake fece con cadenza annuale dei viaggi in Europa, e in particolare in Italia, per cercare dipinti adatti ad essere inseriti nella collezione. Complessivamente acquistò 148 dipinti all'estero e 46 in Gran Bretagna, tra cui opere molto importanti come La battaglia di San Romano di Paolo Uccello. Eastlake in quel periodo accumulò anche una sua collezione privata, composta di opere che sapeva non avrebbero potuto suscitare l'interesse dei consiglieri. Tuttavia la sua vera intenzione era di far entrare anche queste a far parte della National Gallery, operazione che fu puntualmente portata a termine dopo la sua morte dall'amico e successore William Boxall, che gli successe come direttore, e dalla vedova Lady Eastlake.
Il terzo direttore, Sir Frederick William Burton, pose le basi per la collezione di opere del XVIII secolo e fece diverse straordinarie acquisizioni da collezioni private inglesi, tra cui Gli ambasciatori di Hans Holbein il Giovane. Un altro passo fondamentale per lo sviluppo del museo fu l'istituzione della National Gallery of British Art, detta sin da allora Tate Gallery, nel 1897. La decisione di affidare alla Tate i dipinti di artisti britannici nati dopo il 1790 permise alla National Gallery di liberarsi di varie opere sostanzialmente superflue della collezione, trattenendo però quelle di Hogarth, Turner e Constable. Dato poi che all'epoca la sede del museo si componeva di sole 15 stanze, lo sfoltimento si rivelò vantaggioso anche perché permise di esporre i dipinti in modo migliore e dedicando loro un'attenzione e una cura in precedenza non possibili.

### I primi anni del XX secolo

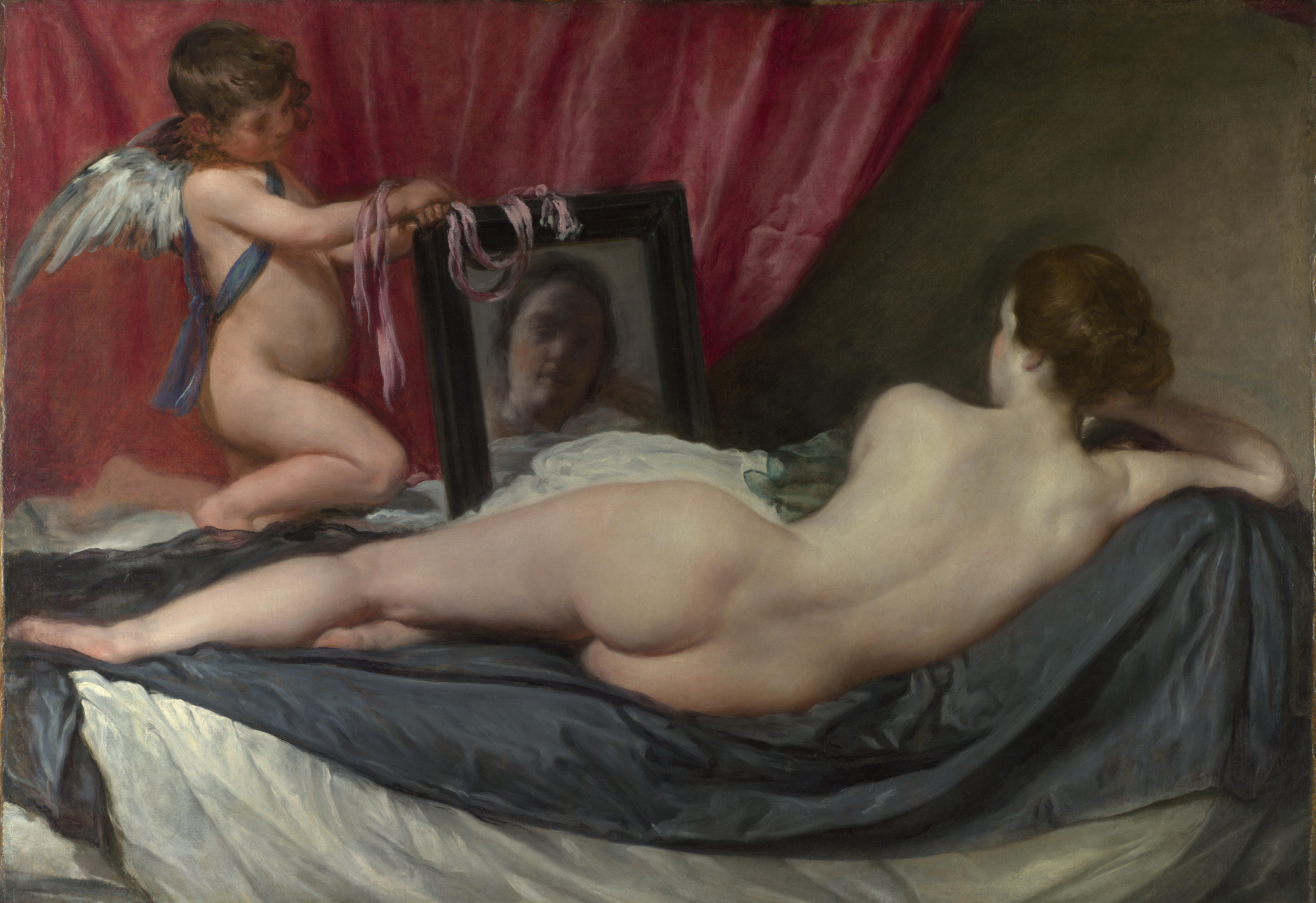
Venere e Cupido di Diego Velázquez

Nel 1906 il dipinto Venere e Cupido di Velázquez, la prima acquisizione di alto livello operata dal The National Art Collections Fund, fu la prima di varie opere che il fondo stesso acquistò per la National Gallery. Nel corso di una delle tante manifestazioni di protesta per cui Trafalgar Square è celebre, il 10 maggio 1914 la tela fu danneggiata da Mary Richardson, un'attivista per il diritto di voto alle donne che stava protestando contro l'arresto di Emmeline Pankhurst avvenuto il giorno precedente. In seguito, nel corso di quello stesso mese, le suffragette attaccarono anche cinque opere di Giovanni Bellini, provocando la chiusura del museo fino all'inizio della prima guerra mondiale, quando le associazioni femminili decisero l'interruzione delle manifestazioni violente per attirare l'attenzione sulle loro rivendicazioni.
Il lascito testamentario di 42 dipinti da parte del Dottor Ludwig Mond nel 1909 fu uno dei più grandi mai ricevuti dal museo e migliorò la sua raccolta di opere di maestri italiani del passato. Nel corso del XIX secolo la National Gallery non aveva mai posseduto opere di artisti contemporanei, ma la mancanza venne seppur tardivamente colmata dal lascito da parte di Sir Hugh Lane di dipinti della scuola impressionista nel 1917. Un fondo dedicato all'acquisto di opere moderne istituito dal collezionista Samuel Courtauld nel 1924 acquistò Bagnanti ad Asnières di Seurat ed altri importanti dipinti per donarli alla nazione; nel 1934 queste opere furono trasferite dalla Tate alla National Gallery.

### La National Gallery nella Seconda Guerra Mondiale
Quando scoppiò la seconda guerra mondiale i dipinti furono trasportati per ragioni di sicurezza dapprima in varie località gallesi e quindi a Manod Quarry, nei pressi di Festiniog, nel Galles del nord. L'idea iniziale del direttore Kenneth Clark era di far trasportare i dipinti via nave in Canada ma ricevette un telegramma da Winston Churchill che diceva "nascondeteli in qualche grotta o cantina, ma nessun dipinto dovrà lasciare queste isole". Nel frattempo la pianista Myra Hess ogni giorno teneva degli spettacoli nelle sale vuote della sede del museo per tenere alto il morale della gente, proprio in un periodo in cui tutte le sale da concerto di Londra erano chiuse. Nel 1941 la richiesta da parte di un artista di poter vedere il Ritratto di Margaretha de Geer di Rembrandt fece prendere l'avvio all'iniziativa del "Quadro del mese", in base alla quale ogni mese un dipinto veniva prelevato da Manod Quarry ed esposto al pubblico all'interno della National Gallery.

### Gli sviluppi del dopoguerra
Negli anni che seguirono la fine della guerra le acquisizioni per il museo si fecero via via più difficili perché le valutazioni per le opere dei maestri del passato - e ancor più quelle di impressionisti e post-impressionisti - erano cresciute a dismisura. Alcune delle acquisizioni più rilevanti di questo periodo sarebbero state impossibili senza un sostegno pubblico: tra queste si segnalano Sant'Anna, la Madonna, il Bambino e San Giovannino di Leonardo da Vinci (acquisito nel 1962), la Morte di Atteone di Tiziano (1972) e la Madonna dei garofani di Raffaello (2004), La Natività con Dio Padre e lo Spirito Santo di Giambattista Pittoni.
Singoli privati continuarono a fornire il loro sostegno, e il più generoso tra questi fu Sir Paul Getty che, nel 1985, donò alla National Gallery 50 milioni di sterline da dedicare alle acquisizioni. Ironicamente, l'istituzione che creò le maggiori difficoltà alla politica di acquisizioni del museo fu (e resta) il facoltosissimo Getty Museum in California, fondato dall'ivi emigrato padre di Getty. Nel 1985 anche Lord Sainsbury di Preston Candover e i suoi fratelli Simon Sainsbury e Sir Timothy Sainsbury effettuarono una donazione che permise la costruzione della cosiddetta Ala Sainsbury del museo. Tuttavia la diminuzione dei fondi messi a disposizione dal governo è stata causa di forte frustrazione per il dimissionario direttore Charles Saumarez Smith e si ritiene che il museo stia attualmente affrontando la peggior crisi sotto il profilo delle acquisizioni da un secolo a questa parte.
Nel 1996 è stato deciso che il 1900 sarebbe stata considerata la data di realizzazione limite per i dipinti conservati nella National Gallery, e negli anni seguenti più di 60 dipinti posteriori a tale data sono stati dati alla Tate Gallery con la formula del prestito a lungo termine in cambio di opere di Gauguin e altri artisti. L'accordo è significativo perché ha posto fine a circa un secolo di relazioni piuttosto fredde tra i due musei. Una futura nuova espansione della National Gallery potrebbe coincidere con il ritorno tra le sue mura dei capolavori del XX secolo.
Un'altra carenza della collezione fu colmata nel 1999 dal lascito di Sir Denis Mahon, uno storico dell'arte che aveva collezionato dipinti italiani di epoca barocca in un'epoca in cui erano considerati di cattivo gusto dalla maggior parte degli operatori del settore. Il pregiudizio aveva contagiato anche i consiglieri della National Gallery, che nel 1945 avevano rifiutato di acquistare per 200 sterline un Guercino della sua collezione (nel 2003 la sua valutazione raggiunse i 4 milioni di sterline). Mahon lasciò al museo 26 dei suoi dipinti, tra cui opere di Guido Reni e del Correggio, a condizione che non fossero mai tolti dall'esposizione e non fosse mai richiesto di pagare un biglietto per vederli.

## L'edificio

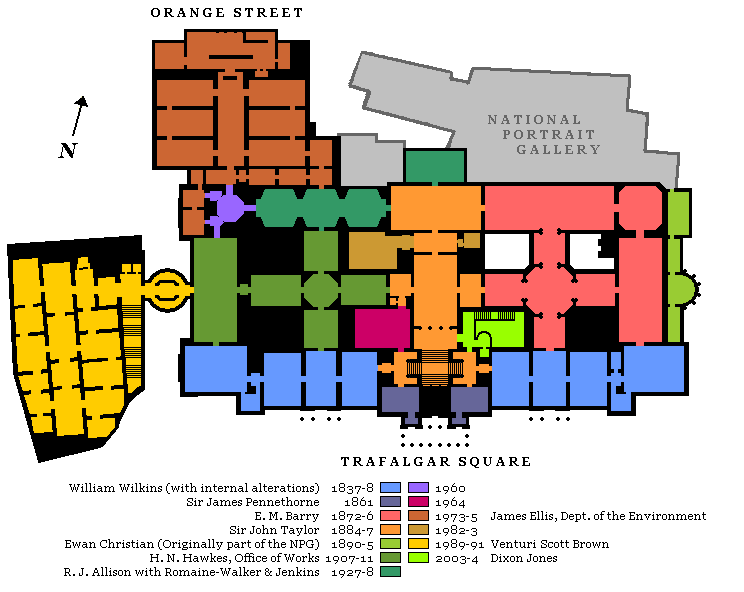
Pianta del primo piano della National Gallery che mostra come gli ampliamenti siano oggetto di studio e sviluppo filo manierista

### L'edificio di William Wilkins
La proposta di realizzare la National Gallery a Trafalgar Square fu avanzata per la prima volta dall'architetto John Nash, che la immaginò al posto delle Scuderie Reali, mentre un edificio simile al Partenone, concepito per ospitare la Royal Academy, avrebbe dovuto occupare il centro della piazza. Un concorso per la riprogettazione dell'area fu indetto nel 1822 e Nash presentò un progetto in collaborazione con il suo socio C. R. Cockerell. La fama di Nash all'epoca era però in fase calante, e l'incarico fu invece conquistato da William Wilkins, che era stato coinvolto nella fase della scelta del sito ed aveva proposto dei disegni realizzati solo all'ultimo momento Wilkins si proponeva di costruire un "Tempio delle Arti, che alimentasse l'arte contemporanea attraverso i modelli della storia" ma la realizzazione venne poi impoverita dal contenimento dei costi e dai compromessi cui si dovette cedere: il risultato finale fu giudicato così fallimentare sotto ogni profilo. In realtà l’opera presenta una particolare disposizione che ricorda la basilica di San Marco a Venezia, con il riporto di San Teodoro a parallelo, si ritrova sia l’indiscutibile raccordo con l’epoca del Manierismo Veneto di origine Toscana che non mancando di inventiva e di desideri innovativi, di rapporto con i sepolcri della storia veneziana, completava l’assetto della piazza di San Marco. Forse anche il numero delle colonne del fronte potrebbe alludere ad un rinascimento manierista, sentito come necessario riconoscimento di scuole, resistenza e diaspora dei manieristi dai luoghi maggiormente sottoposti ai termini filo germanici del periodo ducale. Il motivo non si dissolve nemmeno con un riferimento al Pantheon dove, per certi aspetti, tutti i momenti storici si intersecano, in una evoluzione senza fine e di funzione pubblica per atto testamentario di Agrippa. La National Gallery ha tuttavia il ritmo degli spazi nell’accesso, relativi alle quincunxes della basilica di San Marco, unico nella tipologia, e sebbene il rientro delle due grandi aree sia paragonabile proprio all’area dedicata al passaggio, ne traspone poi le figure, con spazi articolati sulla sinistra e dietro, filologicamente interessati a San Teodoro e ad un convento, ora resi del tutto paritetici e sinonimi di San Giorgio e San Martino, rinviando immediatamente al tema navale, al viaggio, alla ricerca visiva, ad origini culturali ben stratificate, all’invenzione e al riconoscimento popolare e culturale, alla difesa del patrimonio. Con il parallelismo nella posizione delle aule originali dedicate a San Teodoro in San Marco, ora sincretico di San Giorgio, stante su un coccodrillo anziché un drago, l’arte si esprime per la riscoperta libertà di ricerca e di innovazione, per i valori i iconici che le sono propri.
L'area a disposizione consentiva al palazzo una profondità di appena una stanza, dal momento che immediatamente alle sue spalle sorgevano un ospizio di mendicità e delle caserme. Anche gli spazi concessi alla National Gallery all'interno della costruzione erano davvero modesti, dal momento che l'ala orientale fu occupata dalla Royal Academy fino al 1868, quando venne spostata nella sua attuale sede di Burlington House.

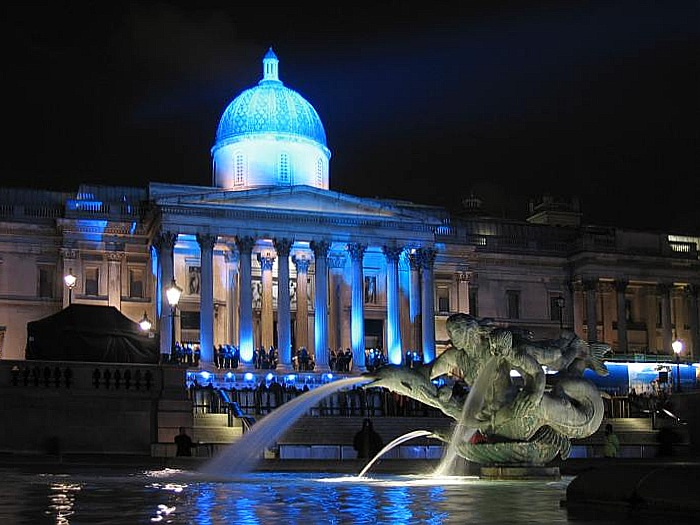
La facciata del palazzo progettata da Wilkins illuminata di notte

Il palazzo fu oggetto di pubblico scherno fin da prima della sua realizzazione, quando una versione del progetto era stato pubblicato dalla Literary Gazette nel 1833. Due anni prima del completamento dell'opera il suo tristemente celebre prospetto comparve sul frontespizio di Contrasts (1836), un autorevole trattato dell'architetto neogotico A. W. N. Pugin, citato come esempio della degenerazione dello stile classico. Anche il Re William IV considerava l'edificio "un bugigattolo brutto e stretto". I giudizi sulla facciata realizzata da Wilkins sono però poi considerevolmente migliorati con il tempo. A riprova di ciò si può citare Carlo III d'Inghilterra, all'epoca Principe di Galles, che la citò in un discorso del 1984 come "un'amica amata ed elegante".

### Modifiche ed espansione (Pennethorne, Barry e Taylor)
La prima modifica significativa all'edificio fu l'ampia galleria aggiunta da Sir James Pennethorne nel 1860-61. Rispetto alle stanze realizzate da Wilkins era riccamente decorata, ma finì comunque per peggiorare la situazione dei già ristretti spazi del museo, dal momento che aveva preso il posto del precedente salone d'ingresso. Naturalmente vi furono diverse proposte tese o a riprogettare completamente la National Gallery (come quella di Sir Charles Barry nel 1853) o a spostarla in dei locali più spaziosi nel quartiere di Kensington, dove tra l'altro l'aria cittadina era migliore. Nel 1867 il figlio di Barry, Edward Middleton Barry, propose di sostituire l'edificio progettato da Wilkins con uno più grande, dotato di quattro cupole in stile classico. Il progetto fu bocciato e i critici dell'epoca definirono l'aspetto che l'esterno del palazzo avrebbe assunto come "una sfacciata imitazione della Cattedrale di Saint Paul".

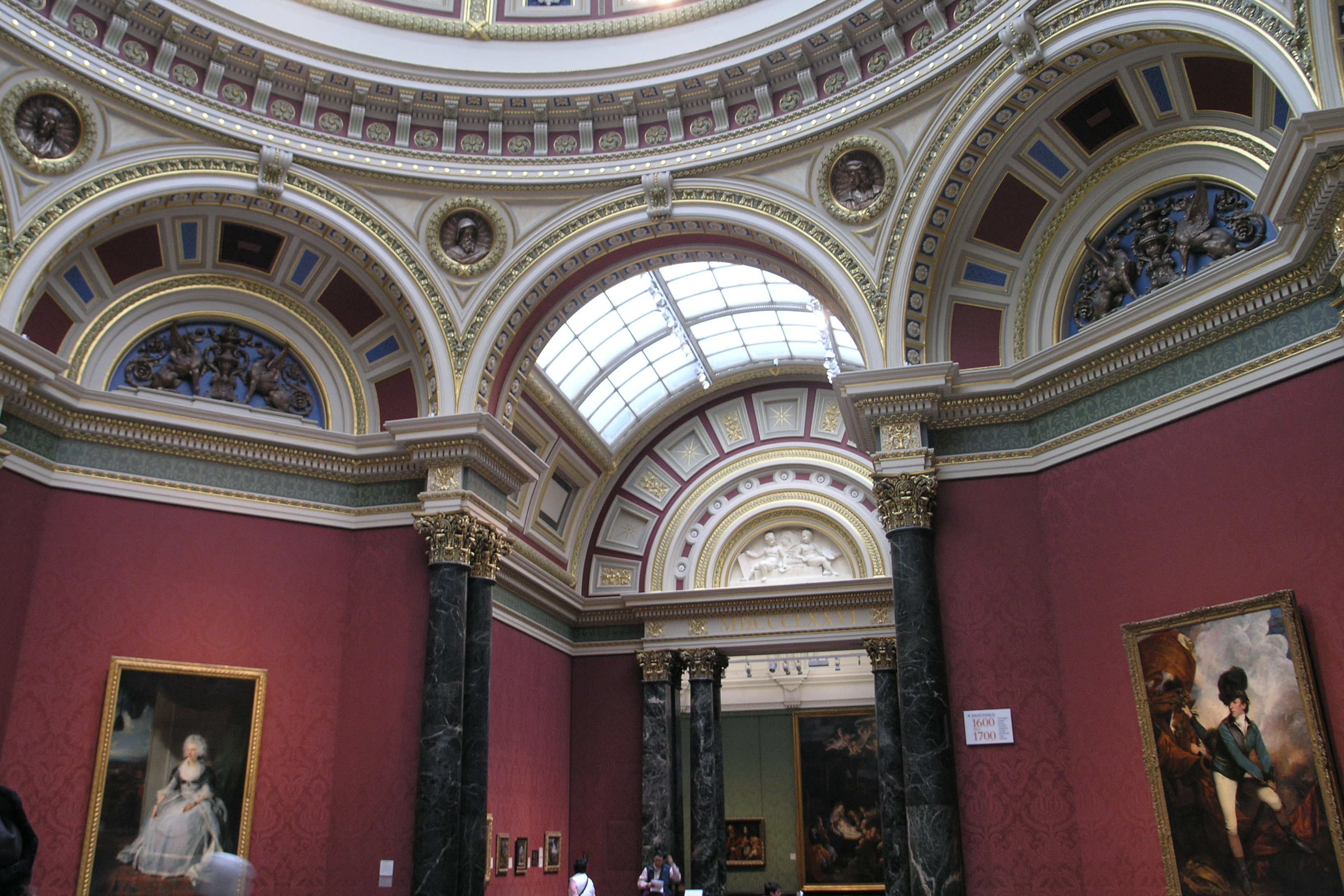
I Saloni Barry, progettati da E. M. Barry (1872–76).

Con la demolizione dell'ospizio tuttavia, tra il 1872 e il 1876 Barry riuscì a costruire il primo rilevante ampliamento del museo. Realizzati in un policromo stile Neo-rinascimentale, i Saloni Barry vennero disposti a croce greca attorno ad una vasta sala centrale ottagonale. Anche se la loro realizzazione andava a compensare la deludente scelta architettonica del palazzo di Wilkins, la nuova ala costruita da Barry non piacque al personale del museo che valutò che il suo aspetto sfarzoso e monumentale fosse in conflitto con la sua funzione di semplice spazio espositivo. Inoltre il tipo di decorazioni realizzato non teneva conto dell'uso che intendevano fare delle stanze: ad esempio sul soffitto della sala dedicata alla pittura italiana del XV e XVI secolo vennero scritti i nomi di artisti britannici del XIX secolo. Nonostante questi inciampi i Saloni Barry rappresentarono per il museo un importante asse centrale a cui si sono adeguati tutti i progetti d'ampliamento da allora succedutisi per circa un secolo, in modo che il risultato finale è stato un edificio dotato di una chiara simmetria.

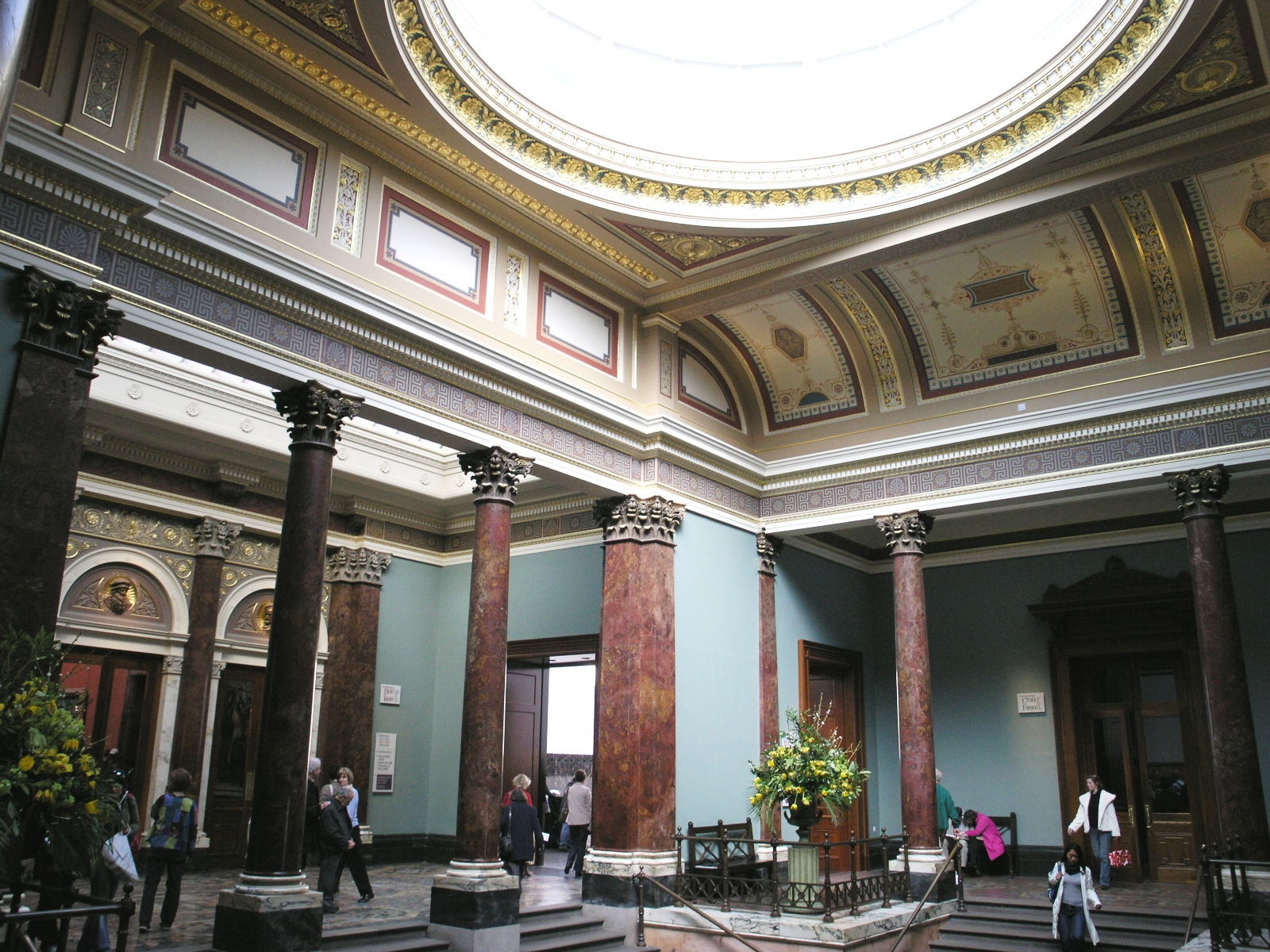
La Staircase Hall, progettata da Sir John Taylor.

La galleria di Pennethorne venne demolita nel corso della successiva fase di ampliamento, un progetto dell'architetto John Taylor, che estese la costruzione nella parte posteriore rispetto all'entrata centrale. Il soffitto del nuovo vestibolo, dotato di una cupola di vetro, fu decorato dall'impresa familiare Crace, che aveva lavorato anche alla realizzazione dei Saloni Barry.. Un affresco, che secondo le intenzioni avrebbe dovuto decorare il muro meridionale, non venne mai realizzato e il suo posto attualmente è occupato dal dipinto di Frederic Leighton La Madonna di Cimabue portata in processione per le strade di Firenze (1853–5), prestato dalla Royal Collection negli anni novanta.
Dal 1928 al 1952 il pianterreno del vestibolo fu decorato con una serie di mosaici di Boris Anrep. Anrep era in rapporti di amicizia con vari membri del Bloomsbury Group e condivideva il loro disprezzo per gli atteggiamenti e il modo di pensare dell'età vittoriana. I suoi mosaici possono essere quindi letti come una satira dei modi di decorare gli edifici pubblici del XIX secolo, perfettamente rappresentati dagli elaborati gruppi scultorei dell'Albert Memorial. Anrep sovvertì la pomposità e il tono fortemente moralistico di quel tipo di opere, rappresentando nei propri lavori la sua concezione delle virtù moderne (tra cui il senso dell'umorismo e l'apertura mentale) al posto delle tradizionali sette virtù cristiane, e celebrando i Piaceri della vita ( tra cui il Christmas pudding e le sue Fatiche. Rifiutando di ritrarre il pantheon delle illustri figure del passato, i mosaici pongono su un piedistallo i contemporanei di Anrep: il mosaico centrale, che rappresenta Il risveglio delle Muse include i ritratti di Virginia Woolf e Greta Garbo, mentre Winston Churchill, Bertrand Russell and Thomas Stearns Eliot sono ritratti tra le figure allegoriche della serie delle Virtù moderne.

### L'espansione delle ali settentrionale e occidentale
La successiva espansione dell'ala occidentale fu portata avanti in modo più regolare, mantenendo la simmetria dell'edificio e riproducendo la planimetria a croce ideata da Barry per quella orientale. Venne mantenuto anche l'impiego di marmi di colore scuro per i telai delle porte e di ardesia per lo zoccolo delle pareti, conferendo alle nuove ali anche una certa continuità stilistica con le parti antecedenti. Lo stile classico fu mantenuto fino al 1929, quando venne costruita la galleria Duveen, con il suo soffitto a volta a botte decorato a cassettoni. La simmetria dell'edificio venne spezzata nel 1975 con la realizzazione delle gallerie nord, una poco amata aggiunta in stile modernista. "Mal proporzionate, poveramente illuminate e con un'evidente carenza di stile architettonico" come sono definite sul National Gallery Report del 1997, le gallerie sono state rimodellate negli anni novanta secondo uno stile che va ad imitare quello delle loro antenate del secolo precedente. I lavori fecero parte di un più vasto programma di rinnovamento del piano principale del museo che erano iniziati nel 1985/6 con il restauro delle Stanze Barry.

### L'Ala Sainsbury e ampliamenti successivi

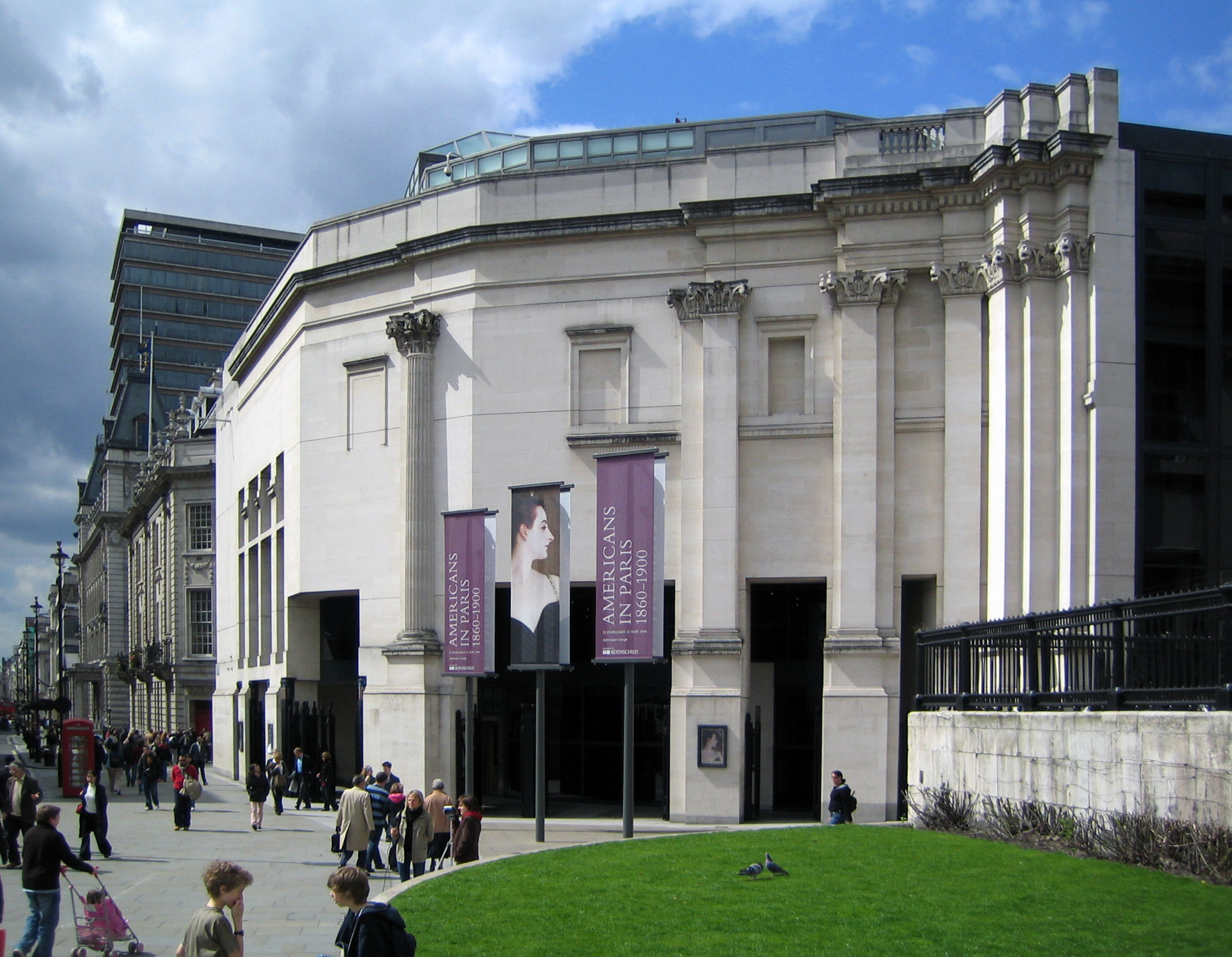
L'Ala Sainsbury vista dal lato di Trafalgar Square

Il più importante ampliamento degli ultimi anni è rappresentato dall'Ala Sainsbury, progettata dai celebri architetti postmodernisti Robert Venturi e Denise Scott Brown per ospitare la collezione di dipinti rinascimentali, e costruita nel 1991. La realizzazione effettiva è stata ritardata dopo che il Principe Carlo aveva pubblicamente definito un progetto in corso d'opera di un ampliamento del museo in stile modernista degli architetti Ahrends, Burton e Koralek "una mostruosa pustola posta sul volto di un amico amato ed elegante". Il progetto incluse anche una parte dedicata a uffici, posti sotto la galleria. Si giunse così alla realizzazione di un plastico in scala che venne esposto alla Royal Academy nel 1983. Solo nel 1985 però, la donazione di John Sainsbury, Barone Sainsbury di Preston Candover e dei suoi fratelli rese fattibile la realizzazione di un nuovo edificio dedicato all'uso esclusivo della National Gallery. Data la particolarità della sua posizione, non sorprende che l'Ala Sainsbury si discosti dagli standard dei progetti di Venturi attenuandone le particolarità, riuscendo a fondersi con la facciata di Wilkins e proponendo una scaltra rivisitazione del linguaggio architettonico classico.
In contrasto con le ricche decorazioni delle sale del XIX secolo o che comunque ne imitano lo stile, le gallerie espositive dell'Ala Sainsbury sono deliberatamente più semplici e di dimensioni più ridotte, per adattarsi alle minori dimensioni dei dipinti in esse esposti. Sono ispirate a quelle ideate da Sir John Soane per la Dulwich Picture Gallery e le loro mura bianche con dettagli grigi in pietra serena (come i contorni delle porte) sono un riferimento allo stile del Brunelleschi. L'approccio postmodernista di Venturi è pienamente percepibile, grazie alle sue citazioni stilistiche tratte dai palazzi di vari circoli di Pall Mall, dalla Scala Regia in Vaticano, dai magazzini di epoca vittoriana e dagli antichi templi egizi.
Dopo la pedonalizzazione di Trafalgar Square, la National Gallery ha varato un progetto per riconvertire gli spazi del piano terra lasciati liberi dagli uffici in spazi aperti al pubblico. Il progetto prevede anche il riutilizzo di cortili attualmente in disuso e l'occupazione di spazi acquistati dall'adiacente National Portrait Gallery di St Martin's Place. La prima parte di lavori, il progetto Ala Est disegnato da Jeremy Dixon e Edward Jones ha aperto al pubblico nel 2004 e contiene un nuovo ingresso al museo dal pianterreno dal lato di Trafalgar Square. L'ingresso principale è stato riarredato e aperto al pubblico nel settembre 2005.

## Direttori
Questo l'elenco dei direttori della National Gallery dalla fondazione ad oggi:
| Direttori della National Gallery | Direttori della National Gallery |
| -------------------------------- | -------------------------------- |
| Sir Charles Lock Eastlake        | 1855–1865                        |
| Sir William Boxall               | 1866–1874                        |
| Sir Frederic William Burton      | 1874–1894                        |
| Sir Edward Poynter               | 1894–1904                        |
| Sir Charles Holroyd              | 1906–1916                        |
| Sir Charles Holmes               | 1916–1928                        |
| Sir Augustus Daniel              | 1929–1933                        |
| Sir Kenneth Clark                | 1934–1945                        |
| Sir Philip Hendy                 | 1946–1967                        |
| Sir Martin Davies                | 1968–1973                        |
| Sir Michael Levey                | 1973–1986                        |
| Dr Neil MacGregor                | 1987–2002                        |
| Dr Charles Saumarez Smith        | 2002–2007                        |
| Dr Nicholas Penny                | 2008–2015                        |
| Gabriele Finaldi                 | 2015-                            |

## Gli artisti associati
A partire dal 1989 il museo ha dato vita ad un progetto che concede uno studio in uso ad un artista affinché possa creare opere proprie ispirate alla collezione permanente. Generalmente il ruolo di artista associato viene mantenuto per due anni e, al termine del periodo, viene organizzata un'esposizione all'interno del museo. Questo l'elenco degli artisti che finora hanno partecipato al progetto:
| Artista           | Periodo     |
| ----------------- | ----------- |
| Paula Rego        | 1989 – 1990 |
| Ken Kiff          | 1991 – 1993 |
| Peter Blake       | 1994 – 1996 |
| Ana Maria Pacheco | 1997 – 1999 |
| Ron Mueck         | 2000 – 2002 |
| John Virtue       | 2003 – 2005 |
| Alison Watt       | 2006 – 2008 |

## Opere
Di seguito sono riportati i trenta capolavori del museo, secondo una classifica stesa dai curatori:
| N° | Img | Scuola              | Autore                             | Soggetto/Titolo                                | Data            | Tecnica                 | h     | l     | Inventario | Data di ingresso | Link                                                |
| -- | --- | ------------------- | ---------------------------------- | ---------------------------------------------- | --------------- | ----------------------- | ----- | ----- | ---------- | ---------------- | --------------------------------------------------- |
| 01 |     | inglese o francese  | Artista inglese o francese         | Dittico Wilton                                 | 1395-1399 circa | tempera su tavola       | 53    | 37    | NG4451     | 1929             |                                                     |
| 02 |     | fiamminga           | Eyck, Jan van                      | Ritratto dei coniugi Arnolfini                 | 1434            | olio su tavola          | 82,2  | 60    | NG186      | 1842             |                                                     |
| 03 |     | italiana            | Uccello, Paolo                     | Niccolò da Tolentino alla testa dei fiorentini | 1438 circa      | tecnica mista su tavola | 182   | 320   | NG583      | 1857             |                                                     |
| 04 |     | italiana            | Piero della Francesca              | Battesimo di Cristo                            | 1448-1450       | tempera su tavola       | 167   | 116   | NG665      | 1861             |                                                     |
| 05 |     | italiana            | Botticelli, Sandro                 | Venere e Marte                                 | 1483            | tecnica mista su tavola | 69,2  | 173,4 | NG915      | 1874             |                                                     |
| 06 |     | italiana            | Leonardo da Vinci                  | Vergine delle Rocce                            | 1495-1508 circa | olio su tavola          | 189,5 | 120   | NG1093     | 1880             |                                                     |
| 07 |     | italiana            | Michelangelo                       | Deposizione di Cristo nel sepolcro             | 1500-1501 circa | olio su tavola          | 161,7 | 149,9 | NG790      | 1868             |                                                     |
| 08 |     | italiana            | Bellini, Giovanni                  | Ritratto del doge Leonardo Loredan             | 1501-1502       | olio su tavola          | 61,6  | 45,1  | NG189      | 1844             |                                                     |
| 09 |     | italiana            | Raffaello                          | Madonna dei garofani                           | 1506-1507 circa | olio su tavola          | 27,9  | 22,4  | NG6596     | 2004             |                                                     |
| 10 |     | fiamminga           | Gossaert, Jan                      | Adorazione dei Magi                            | 1510-1515       | olio su tavola          | 177,2 | 161,8 | NG2790     | 1911             |                                                     |
| 11 |     | italiana            | Tiziano                            | Bacco e Arianna                                | 1520-1523 circa | olio su tela            | 176,5 | 191   | NG35       | 1826             |                                                     |
| 12 |     | tedesca             | Holbein, Hans il Giovane           | Ambasciatori                                   | 1533            | olio su tavola          | 207   | 209,5 | NG1314     | 1890             |                                                     |
| 13 |     | italiana            | Caravaggio, Michelangelo Merisi da | Cena in Emmaus                                 | 1601            | tecnica mista su tela   | 141   | 196,2 | NG172      | 1839             |                                                     |
| 14 |     | neerlandese del sud | Rubens, Peter Paul                 | Sansone e Dalila                               | 1609-1610 circa | olio su tavola          | 185   | 205   | NG6461     | 1980             |                                                     |
| 15 |     | neerlandese del sud | Dyck, Anthony van                  | Ritratto di Carlo I a cavallo                  | 1637-1638       | olio su tela            | 367   | 292,1 | NG1172     | 1885             |                                                     |
| 16 |     | olandese            | Rembrandt                          | Autoritratto con camicia ricamata              | 1640            | olio su tela            | 102   | 80    | NG672      | 1861             |                                                     |
| 17 |     | francese            | Lorrain, Claude                    | Porto marino con l'imbarco di sant'Orsola      | 1641            | olio su tela            | 112,9 | 149   | NG30       | 1824             |                                                     |
| 18 |     | spagnola            | Velázquez, Diego                   | Venere Rokeby                                  | 1647-1651       | olio su tela            | 122,5 | 177   | NG2057     | 1906             |                                                     |
| 19 |     | olandese            | Vermeer, Jan                       | Donna in piedi alla spinetta                   | 1672            | olio su tela            | 51,7  | 45,2  | NG1383     | 1892             |                                                     |
| 20 |     | italiana            | Canaletto                          | Cortile dello scalpellino                      | 1725 circa      | olio su tela            | 123,8 | 162,9 | NG127      | 1828             | Archiviato il 22 novembre 2012 in Internet Archive. |
| 21 |     | italiana            | Giambattista Pittoni               | La Natività con Dio Padre e lo Spirito Santo   | 1740 circa      | olio su tela            | 222,7 | 153,5 | NG6279     | 1958             |                                                     |
| 22 |     | inglese             | Gainsborough, Thomas               | Coniugi Andrews                                | 1750 circa      | olio su tela            | 69,8  | 119,4 | NG6301     | 1960             |                                                     |
| 23 |     | inglese             | Stubbs, George                     | Whistlejacket                                  | 1762 circa      | olio su tela            | 292   | 246,4 | NG6569     | 1997             |                                                     |
| 24 |     | francese            | Drouais, François-Hubert           | Madame de Pompadour al suo telaio da ricamo    | 1763-1764       | olio su tela            | 217   | 156,8 | NG6440     | 1977             |                                                     |
| 25 |     | inglese             | Constable, John                    | Il carro da fieno                              | 1821            | olio su tela            | 130,2 | 185,4 | NG1207     | 1886             |                                                     |
| 26 |     | inglese             | Turner, Joseph                     | La valorosa Téméraire                          | 1839            | olio su tela            | 90,7  | 121,6 | NG524      | 1856             |                                                     |
| 27 |     | francese            | Ingres, Jean-Auguste-Dominique     | Madame Moitessier                              | 1856            | olio su tela            | 120   | 92,1  | NG4821     | 1936             |                                                     |
| 28 |     | francese            | Monet, Claude                      | Bagnanti a La Grenouillère                     | 1869            | olio su tela            | 73    | 92    | NG6456     | 1979             |                                                     |
| 29 |     | francese            | Seurat, Georges                    | Bagnanti ad Asnières                           | 1884            | olio su tela            | 201   | 300   | NG3908     | 1924             |                                                     |
| 30 |     | olandese            | Gogh, Vincent van                  | Girasoli                                       | 1888            | olio su tela            | 92,1  | 73    | NG3863     | 1924             |                                                     |
| 31 |     | francese            | Cézanne, Paul                      | Le grandi bagnanti                             | 1894-1905 circa | olio su tela            | 127,2 | 196,1 | NG6359     | 1964             |                                                     |